# Грб Бијељине
Грб Бијељине је званични грб српског града Бијељине, усвојен 2. фебруара 1994. године.
Симболи града Бијељина у потпуности се ослањају на традицију европске хералдике и утемељени су на најтрајнијим вриједностима и симболима овог краја па се стиче утисак њиховог вијековног свеопштег прихватања.
Грб града Бијељина је представљен у три нивоа: велики, средњи и мали грб.

## Опис грба
На плавом штиту, благо зашиљеном, између два сребрна голуба црвених ногу у кантонима (наспрамним пољима), узајамно суочена и подигнутих и приближених крила, сребрна силуета крстом надвишене куполе над тамбуром Манастира Тавне која се уздиже из сребрне стопе штита у којој се повишена црвена греда ослања на исти такав стуб. Штит је надвишен златном бедемском круном са четири видљива мерлона (узвишена ступца), који симболишу Град са преко 100.000 становника. У централни дио круне уграђен је централни ризалит (истакнуто прочеље) главне фасаде Скупштине града Бијељина, такође од злата.
Држачи штита су: десно – Филип Вишњић, у народном одијелу, у природним бојама, који десном руком на грудима придржава гусле; лијево – Кнез Иво од Семберије у оновременој одјећи, у природним бојама, који лијевом руком на грудима придржава врећу са новцем. Уз Филипа Вишњића је копље заставе Републике Српске, оперважене златним ресама, а уз Кнеза Иву од Семберије исто такво копље са кога се вије златним ресама оперважена застава Бијељине. Оба копља имају златне феруле (носаче) и златну фигуру голуба са штита на врху.
Постамент (основа) је травом обрасла равница, док су уз сам штит постављени златни клас пшенице десно и златни клип кукуруза лијево. У дну је бијела трака исписана словима „БИЈЕЉИНА“.
На нивоу средњег грба штит је идентичан претходном опису, надвишен бедемском круном, уз кога се при стопи налазе златни клас пшенице и златни клип кукуруза, као и трака исписана словима „БИЈЕЉИНА“.
Мали грб представља само штит са описаном хералдичком композицијом.